# أماندا أوليفيرا
أماندا أوليفيرا (بالبرتغالية: Catherine Amanda Oliveira‏) هي لاعبة كرة الماء برازيلية، ولدت في 6 يناير 1987.

## وصلات خارجية
- أماندا أوليفيرا على موقع أوليمبيديا (الإنجليزية)
- أماندا أوليفيرا على موقع اللجنة الأولمبية البرازيلية (البرتغالية)